# Celeus flavus
Celeus flavus és una espècie d'ocell de la família dels pícids (Picidae) que habita en boscos, manglars i sabanes properes a l'aigua, a l'est de Colòmbia, sud-oest i nord-est de Veneçuela, Guaiana, est del Perú, nord i est de Bolívia i centre i est del Brasil. Rep a diverses llengües el nom de "picot groc" (Francès: Pic jaune. Espanyol: Carpintero amarillo. Portugués: Pica-pau-amarelo)